# Callipero
Callipero is een kevergeslacht uit de familie van de boktorren (Cerambycidae). De wetenschappelijke naam van het geslacht werd voor het eerst geldig gepubliceerd in 1864 door Bates.

## Soorten
Callipero omvat de volgende soorten:
- Callipero bella Bates, 1864
- Callipero formosa Monné, 1998